# Michael Grass der Jüngere

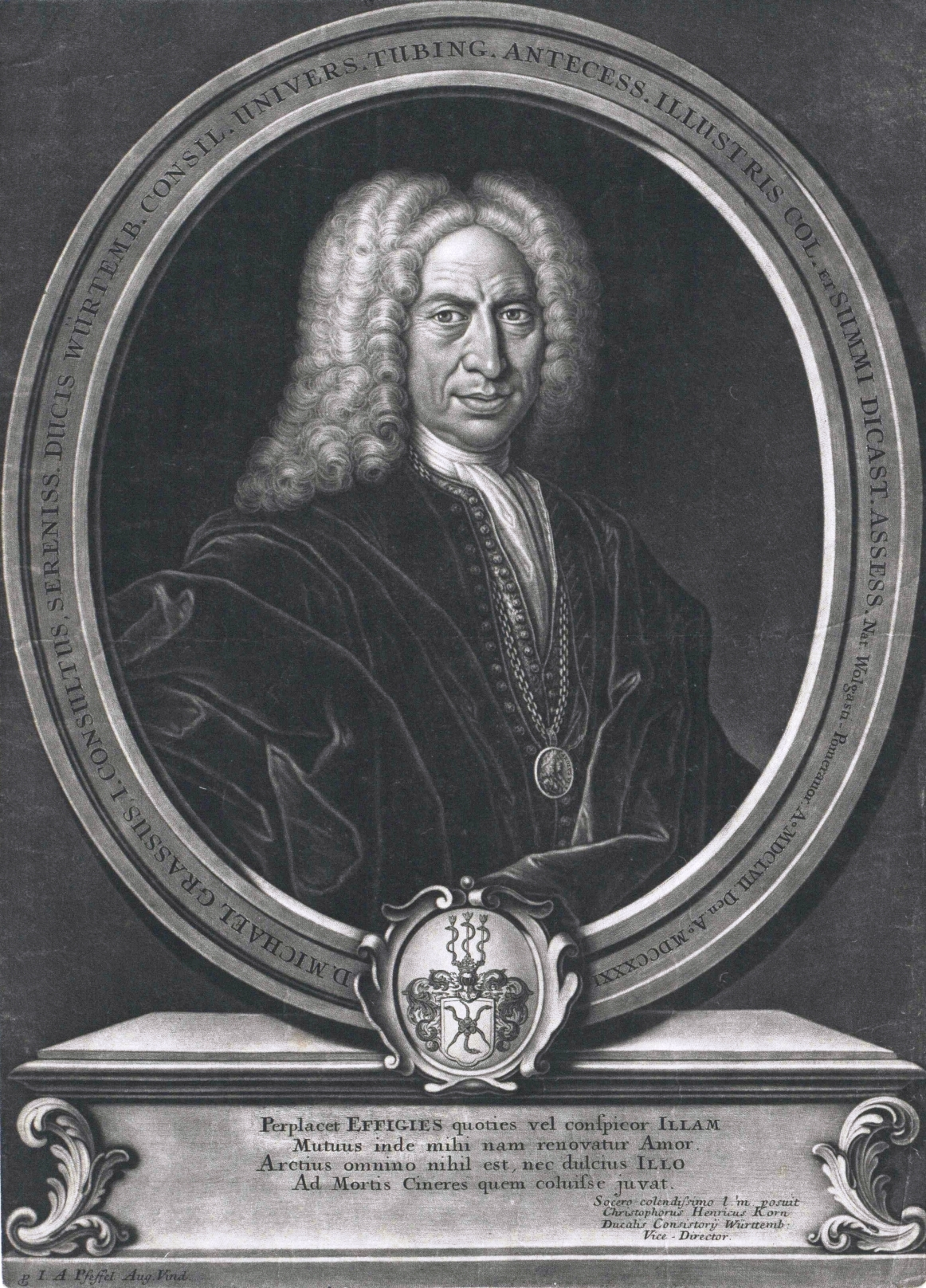
Michael Grass, Stich von Johann Andreas Pfeffel

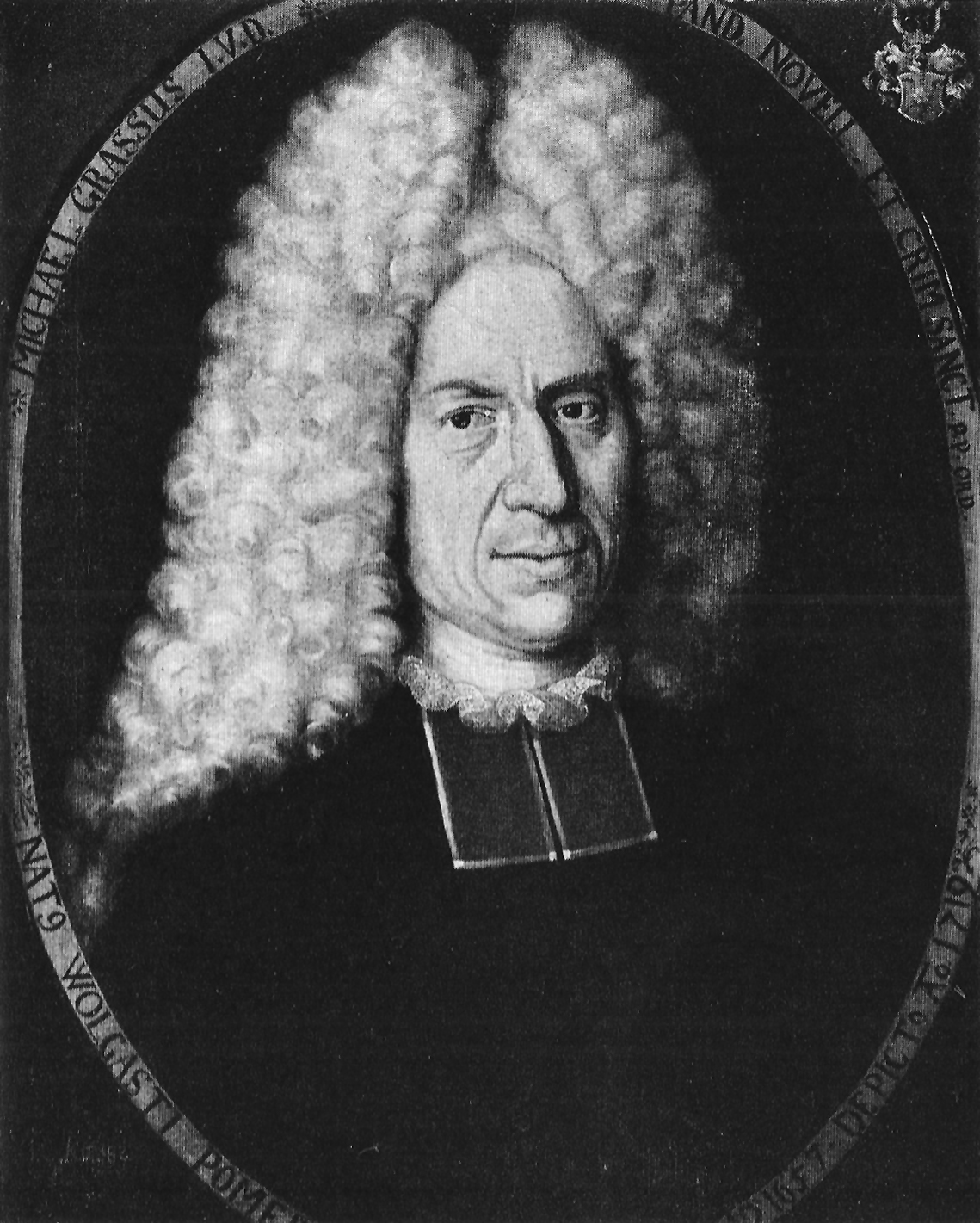
Michael Grass, Porträt von Johann Christoph Kayßer, 1719, Tübinger Professorengalerie

Michael Grass der Jüngere (auch Michael Graß; * 5. Februar 1657 in Wolgast; † 25. Juli 1731 in Tübingen) war ein deutscher Rechtswissenschaftler und Hochschullehrer.

## Leben
Michael Grass besuchte die Lateinschulen in Wolgast und Greifswald sowie das Stralsunder Gymnasium. Danach begann er an der Universität Greifswald Rechtswissenschaften zu studieren. Von dort ging er über Leipzig und Jena 1683 an die Universität Tübingen. Im selben Jahr wurde er Hofmeister des Grafen Wilhelm Friedrich von Solms-Braunfels. 1687 wurde er promoviert und im selben Jahr in Tübingen außerordentlicher und 1692 ordentlicher Professor an der juristischen Fakultät und später auch am Collegium Illustre. Es folgte die Ernennung zum Hofgerichtsassessor und zum Verwalter der Stipendien.
Michael Grass verfasste zahlreiche Schriften zu juristischen Themen. Für sein Kaiser Karl VI. gewidmetes Werk „Collationes juris civilis romani cum recessibus Imperii et Ordinatione criminali Caroli V. (Tubingae 1732. 4.)“ bot dieser ihm zum Dank die Stellung eines Reichshofrates sowie die Erhebung in den Adelsstand an. Grass lehnte jedoch ab, da er der Auffassung war, als Hochschullehrer und Autor mehr Nutzen bringen zu können.

## Familie
Michael Grass war der Sohn des gleichnamigen königlich-schwedischen Hofgerichtsadvokaten und Procurator ordinarius sowie Syndicus und von 1659 bis zu seinem Tode 1689 Bürgermeister von Wolgast.
1687 heiratete er eine Tochter des Tübinger Juristen Johann Andreas Frommann. Mit ihr hatte er drei Töchter. Der Jurist Jacob David Mögling, der Theologe Johann Rudolph Osiander und der Stuttgarter Kirchenratsdirektor Christoph Heinrich Korn waren seine Schwiegersöhne.

## Veröffentlichung
- Michael Graß und Petrus Mangold: Theses Iuridicae Inaugurales Ex Variis Iurium Materiis depromtae. Quas ... Michaele Grasso, U. I. D. ... Ad Diem 16. Novembr. Anno MDCCXX. publicae & solenni Eruditorum disquisitioni submittit Petrus Mangolius, Helv. Basil. Tubingae, Franckius 1720, 16 Seiten. Tübingen, Univ., Diss., 1720 (lat).